# Mosjön (Östads socken, Västergötland)
Mosjön är en sjö i Lerums kommun i Västergötland och ingår i Göta älvs huvudavrinningsområde.